# Pau Grande
Pau Grande è una località di oltre 1.000 abitanti, appartenente al VI distretto (Vila Inhomirim) del municipio di Magé, Regione Metropolitana di Rio de Janeiro. Nel 1848, le terre che più tardi formarono l'azienda agricola di Pau Grande erano di proprietà di quattro fratelli. Il nome del posto (Palo Grande) è dovuto ad un albero situato vicino all'entrata del terreno di uno di questi. La località è conosciuta per essere la terra natale di Garrincha, uno dei migliori calciatori della storia. Il distretto si trova ai piedi della Serra dos Órgãos ed ha una cascata che fluisce nella Baía da Guanabara. Oggi a Pau Grande sorgono due fabbriche di bibite, facenti capo alla Indústria de Refrigerantes Pakera.